# Claude Larose (hockey sur glace, 1942)
Pour les articles homonymes, voir Claude Larose (homonymie) et Larose.
Claude David Larose (né le 2 mars 1942 à Hearst, en Ontario au Canada) est un joueur professionnel retraité de hockey sur glace qui a évolué au poste d’ailier droit. Il a porté les couleurs des Canadiens de Montréal, avec lesquels il a gagné la Coupe Stanley à cinq reprises, et aussi des North Stars du Minnesota et des Blues de Saint-Louis dans la Ligue nationale de hockey,.

## Biographie
Avant d’accéder à la Ligue nationale, Claude Larose a fait ses classes avec le club Peterboro de la Ligue junior de l’Ontario et les Canadiens de Hull-Ottawa. Lorsqu’il s’est joint aux Canadiens de Montréal au cours de la saison 1962-63, le directeur-gérant Sam Pollock croyait à juste titre que le joueur pourrait apporter la robustesse qui faisait défaut alors à l’équipe sans sacrifier ses habiletés de patineur et de marqueur. Au cours de sa carrière dans le circuit majeur, Larose a compilé un dossier de 226 buts et 257 aides, tout en récoltant 887 minutes de pénalités en 943 matchs.
En juin 1968, les Canadiens ont échangé Claude Larose aux North Stars du Minnesota, avec lesquels il est resté deux saisons avant d’être de retour à Montréal. Au milieu de la saison 1974-75, il a été échangé aux Blues de Saint-Louis, avec lesquels il a terminé sa carrière en 1978.
Pendant son séjour avec les Canadiens, Larose a été choisi 4 fois dans les équipes d’étoiles, et il a fait partie de l’équipe championne de la Coupe Stanley en 1965, 1966, 1968, 1971 et 1973. Après sa carrière de joueur, il s’est joint aux Hurricanes de la Caroline à titre de dépisteur.

### Parenté
Il est le père du joueur de hockey Guy Larose.